# Saint-Offenge-Dessous
Saint-Offenge-Dessous korábbi község (település) Franciaországban, Savoie megyében. 2015. január 1-jén Saint-Offenge-Dessus községgel egyesült és Saint-Offenge új község része lett.
Lakosainak száma 787 fő (2018. január 1.).

## Népesség
A település népessége az elmúlt években az alábbi módon változott:
| Lakosok száma | 733  | 1102 | 776  | 787  |
|               | 2015 | 2016 | 2017 | 2018 |